# 日下部三之介
日下部 三之介（くさかべ さんのすけ、1857年1月22日（安政3年12月27日） - 1925年（大正14年）1月2日）は、明治から大正時代の教育評論家。

## 経歴
陸奥二本松藩士・日下部左平の長男。福島県小学教則講習所卒。
東京市督学、青山小学校長、大日本教育会理事、東京市会議員、東京府会議員、東京教育社長などを歴任した。『教育報知』などの雑誌を発行し国家主義教育を主張した。